# 鄞州大道
鄞州大道是中国浙江省宁波市一条城市主干道，全线位于海曙区、鄞州区境内。鄞州大道西起机场路，跨奉化江东至鄞县大道，雅戈尔大道至钱湖南路段于2005年11月28日通车，机场路至雅戈尔大道段于2008年5月通车，钱湖南路至鄞横公路段于2010年4月30日通车，鄞横公路至鄞县大道于2012年1月18日通车，鄞州大道快速路起点位于机场路，终点位于鄞县大道，接福庆路快速路，其中金达南路至鄞县大道段于2022年6月29日通车，机场路至天童南路段于2024年6月26日通车，天童南路至金达南路段于2024年9月30日通车。

## 命名争论
鄞州大道与1999年建成的鄞县大道全线为于原鄞县境内，前者为鄞县撤县设区之前建成的道路，后为了保持路名稳定和尊重历史，保留了“鄞县”的名称，这使得两条不同的道路时常引起混淆。

## 主要相交道路和桥梁
- 机场路
- 雅戈尔大道
- 雅源南路
- 万金路
- 万泉路
- 万隆路
- 鄞州大桥，跨越奉化江
- 北：泰康西路、南：明光路
- 小江湖路
- 百梁南路
- 广德湖南路
- 它山堰路
- 宁南南路
- 蝶缘路
- 天童南路
- 前河南路
- 学士路
- 钱湖南路
- 沧海南路
- 下应南路
- 寒松路
- 北：金达南路、南：鄞横公路
- 宁波绕城高速 甬莞高速云龙枢纽
- 宁横公路
- 迎祥路
- 首南东路
- 湖下路
- 鄞县大道
- 续接福庆南路

## 快速路出入口立交列表
| 里程                                                                                         | 类型        | 名称           | 连接                  | 说明                                       |
| -------------------------------------------------------------------------------------------- | ----------- | -------------- | --------------------- | ------------------------------------------ |
|                                                                                              | 枢纽        | 机场路立交     | 机场路高架            | 东往南匝道仅可前往机场路高架雅戈尔大道立交 |
|                                                                                              | 出入口      | 万金路         | 万金路                |                                            |
|                                                                                              | 河流 · 桥梁 | 鄞州大桥       | 鄞州大桥              |                                            |
|                                                                                              | 出入口      | 小江湖路（西） | 小江湖路              |                                            |
|                                                                                              | 枢纽        | 广德湖路立交   | 广德湖路立交          |                                            |
|                                                                                              | 出入口      | 天童南路（西） | 天童南路              |                                            |
|                                                                                              | 出入口      | 学士路（东）   | 学士路                |                                            |
|                                                                                              | 枢纽        | 世纪大道立交   | 世纪大道立交          |                                            |
|                                                                                              | 出入口      | 金达南路（西） | 金达南路              |                                            |
|                                                                                              | 出入口      | 云龙枢纽（东） | 宁波绕城高速 甬莞高速 |                                            |
|                                                                                              | 出入口      | 迎祥路（西）   | 迎祥路                |                                            |
|                                                                                              | 出入口      | 巢湖路（东）   | 巢湖路                |                                            |
|                                                                                              | 出入口      | 首南东路（东） | 首南东路              |                                            |
|                                                                                              | 出入口      | 鄞县大道（北） | 鄞县大道              |                                            |
|                                                                                              | 出入口      | 福庆南路       | 福庆南路高架          |                                            |
|                                                                                              | 出入口      | 规划四路（南） | 规划四路 诚信路       |                                            |
|                                                                                              | 出入口      | 盛莫路（北）   | 盛莫路 诚信路         |                                            |
|                                                                                              | 主线出入口  | 东环南路       | 东环南路高架          |                                            |
| 1.000 英里 = 1.609 千米；1.000 千米 = 0.621 英里 并行路段 • 已关闭／取消 • 限制进入 • 未开放 |             |                |                       |                                            |